# 2547 Hubei
2547 Hubei este un asteroid din centura principală, descoperit pe 9 octombrie 1964 de Observatorul Zijinshan.